# Eulamaops
Eulamaops — викопний рід наземних рослиноїдних родини верблюдових, який протягом плейстоцену (800,000—11,000 років тому) проживав у Південній Америці, проіснувавши близько 790 тис. років.

## Таксономія
Eulamaops був названий Флорентино Амегіно у 1889 році, віднесений Керролом (Carroll) до родини Верблюдові (Camelidae) у 1988.